# 員工餐飲
員工餐飲，是指公司、機關向員工供應的餐飲。可分為數種形式。

## 形式
- 食物：直接供應實際食物。如某速食店供應店員牛肉漢堡一份、紅茶一瓶。或開設員工餐廳供餐。
- 代金：供應餐費銀錢若干。如某學校供應教師港幣三十元。
- 票券：供應餐票，可至特定餐飲店換取食物。例如某寫字樓供應餐票，可換取意大利麵一盒或者日式豬排飯一個。
- 員工價：持用公司服務証明，可至特定餐飲店消費，購買低於原價的餐點。

## 另見
- 營養午餐